# Sant Esteve Sesrovires
Sant Esteve Sesrovires (katalanischer Ausdruck für Sankt Stefan von den Eichen, lokal kurz Sesrovires, spanisch San Esteban de Sasroviras) ist eine katalanische Gemeinde in der Provinz Barcelona im Nordosten Spaniens. Sie liegt in der Comarca Baix Llobregat und gehört zur Metropolregion Àrea Metropolitana de Barcelona. Die Einwohnerzahl beträgt 7889 (Stand 2022).

## Söhne und Töchter der Gemeinde
- Rosalía, Sängerin, geboren 1992

## Trivia
Ein fehlerhafter Pressebericht der Guardia Civil, in dem der Name der Stadt fälschlich mit Sant Esteve de les Roures angegeben war, führte 2018 zur Entstehung des gleichnamigen Internetphänomens während der Katalonien-Krise und etablierte sich als politischer Witz.

## Weblinks

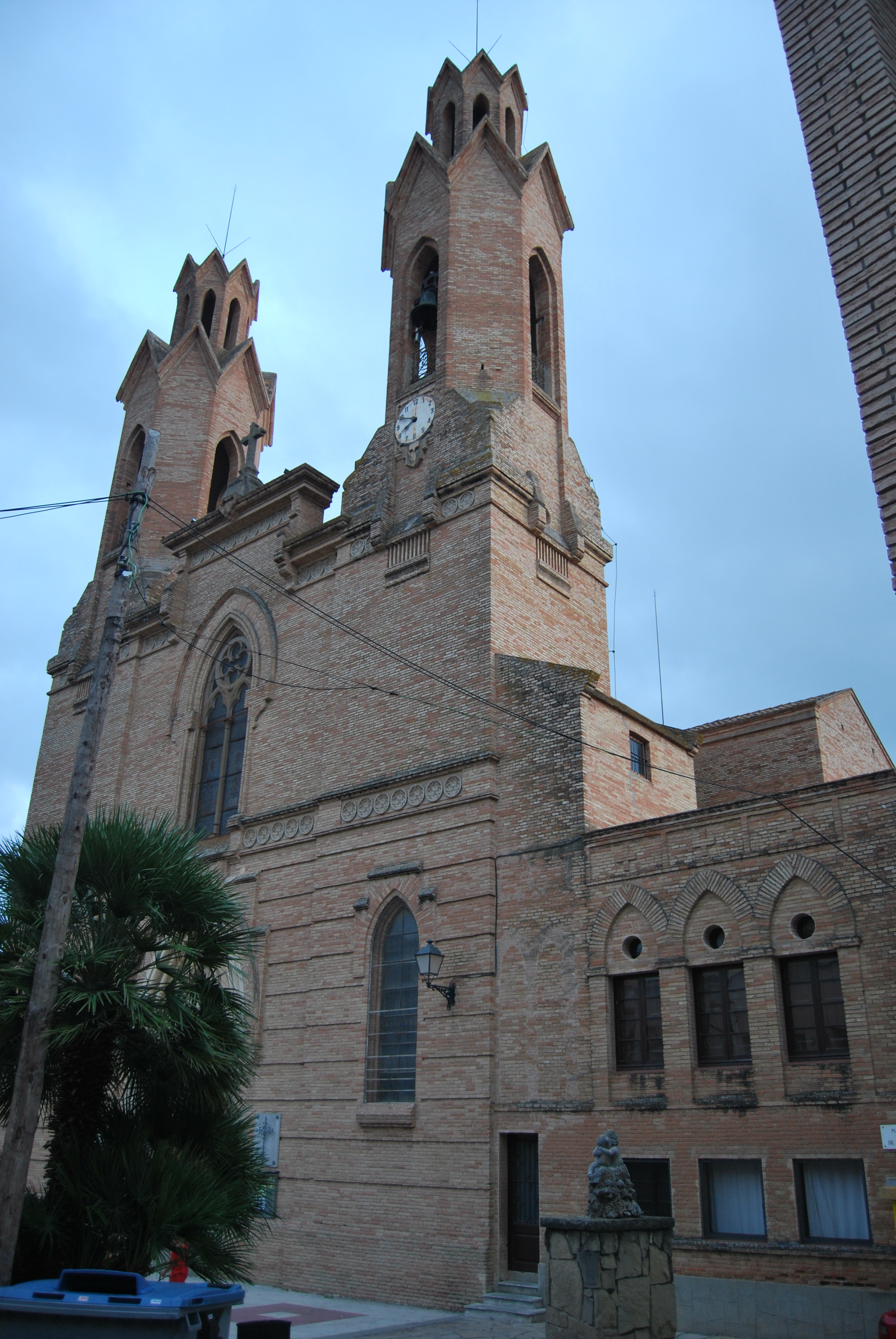
Örtliche katholische Kirche